# (37951) 1998 HE42
1998 HE42 (asteroide 37951) é um asteroide da cintura principal. Possui uma excentricidade de 0.18290840 e uma inclinação de 4.87680º.
Este asteroide foi descoberto no dia 24 de abril de 1998 por Spacewatch em Kitt Peak.